# Contea di Payne
La contea di Payne (in inglese Payne County) è una contea dello Stato dell'Oklahoma, negli Stati Uniti. La popolazione al censimento del 2000 era di 68 190 abitanti. Il capoluogo di contea è Stillwater.